# مرغابی تالاویس
مرغابی تالاویس یک جنس پرندگان پیشاتاریخ است که به مربوط به اردک‌ها و غازها، و به ویژه غاز زاغی، می‌شود. گونه Anatalavis rex - که در گذشته در Telmatornis قرار داشته - از سازند Hornerstown کرتاسه پسین یا اوایل پالئوسن، حدود ۶۶میلیون سال پیش) از نیوجرسی شناخته شده است. Anatalavis oxfordi بر اساس فسیل‌های یافت شده در ائوسن (عصر یپرسین) خاک رس لندن (حدود ۵۵ میلیون سال) در Walton-on-the-Naze، انگلستان توصیف شد.